# IUPAC International Chemical Identifier

Estructura de la morfina

El IUPAC International Chemical Identifier (InChI) és un identificador textual per a substàncies químiques, dissenyat per a proporcionar un estàndard i un sistema de lectura humana per codificar informació molecular i facilitar cercar tal informació en bases de dades i en els webs. Inicialment es va desenvolupar per la IUPAC i el NIST durant 2000–2005, el format i els algorismes no tenen propietari i el programari o software és de disposició lliure sota la llicència open source LGPL.
Els identificadors descriuen les substàncies químiques en termes de capes d'informació — els àtoms i la seva connectivitat en enllaços químics, informació sobre els tautòmers, els isòtops, estereoquímica, i sobre la càrrega electrònica.

## Exemples
| CH₃CH₂OH etanol | InChI=1/C2H6O/c1-2-3/h3H,2H2,1H3 InChI=1S/C2H6O/c1-2-3/h3H,2H2,1H3 (estàndard InChI)                                                                                      |
| L-àcid ascòrbic | InChI=1/C6H8O6/c7-1-2(8)5-3(9)4(10)6(11)12-5/h2,5,7-10H,1H2/t2-,5+/m0/s1 InChI=1S/C6H8O6/c7-1-2(8)5-3(9)4(10)6(11)12-5/h2,5,7-8,10-11H,1H2/t2-,5+/m0/s1 (estàndard InChI) |